# Český pavilon na Světové výstavě 2000
Český pavilon na světové výstavě Expo 2000 v Hannoveru se nacházel ve východním areálu výstaviště. Jeho konstrukci tvořily masivní dřevené rámy, ocel a sklo.
Záměrem expozice bylo setkání dvou historických období rozvoje naší země, hlavním tématem byla paralela období vlády Karla IV. a současnosti. Mottem výstavy bylo „Cesta k sobě - návrat k sobě“. K vidění byly kopie gotických obrazů mistra Theodorika, soch gotických madon, svatováclavské koruny nebo sochy Karla IV. Nechyběla ani restaurace s národní kuchyní.
Český pavilon si během trvání výstavy prohlédl 1,2 milionu návštěvníků.

## Přípravy
Expo 2000 byla první světová výstava, které se po rozdělení Československa účastnila samostatná Česká republika.
Výběrové řízení na architektonický návrh pavilonu vyhrálo studio DUM architekti. Václav Bartuška se stal v pořadí třetím generálním komisařem české účasti na výstavě EXPO 2000 a po svých předchůdcích zdědil značné problémy. Původní komisařce Haně Havlové se nepodařilo ani v opakované soutěži vybrat scénář výstavní expozice. Její následník Vlastimil Ježek sice scénář vybral a podařilo se mu rozhýbat výstavbu pavilonu, ale ve funkci vydržel jen tři měsíce. Díky řadě organizačních problémů a  personálních změn se přípravy dostaly do dvouletého časového skluzu a celková organizace výstavy tak probíhala v časové tísni a ve spěchu.

## Popis
Český pavilon se nacházel ve východním areálu výstaviště. Konstrukci pavilonu o rozměrech 18 x 52 metrů tvořily dřevěné deskové rámy na tenkých ocelových sloupech, které byly v souladu s ekologickým tématem výstavy a zároveň plně využívaly vlastností své hmoty k netradičnímu konstrukčnímu řešení. Stavbu pavilonu realizovala společnost Hochtief.
Námětem expozice českého pavilonu bylo lidstvo na křižovatce hledání smyslu existence srovnáním dvou významných časových epoch. Hlavním tématem expozice byla paralela období vlády Karla IV. a současnosti. Záměrem koncepce bylo setkání dvou historických období rozvoje naší země. Mottem výstavy bylo „Cesta k sobě - návrat k sobě“. Expozice svým způsobem kopírovala část národní expozice z roku 1967 v Montrealu, kde byly nicméně vystavovány originály.
Ve vstupní části pavilonu se nacházela skupina sedmi českých středověkých madon, které se otáčly kolem vlastní osy. Ve střední části výstavy byla umístěna kopie kaple svatého Kříže z hradu Karlštejna. Střed kaple předělovala zrcadlová plocha, v níž se odrážela polovina reálné podoby kaple. Další část výstavy byla výletem do „nereálných krajin“. V rotundě vytvořené z knih vznikl díky soustavě zrcadel opět posun ve vnímání reality prostoru. Systém zrcadel nabídl návštěvníkům zážitek z optických klamů a iluzivních průhledů.
V pavilonu se nacházela také restaurace Praha s kapacitou 70 míst, která nabízela tradiční české speciality.

## Pavilon po skončení výstavy
Česká republika se zavázala, že po skončení výstavy stavbu pavilonu buď odstraní nebo prodá i s pozemkem. Ukázalo se však, že odstranění by vyšlo na 27 milionů korun. Proto byl pavilon na prodej i za symbolickou jednu marku. Po roce nakonec pavilon odkoupila německá kosmetická firma a zřídila si v něm kanceláře. Česká republika prodejem získala 27 tisíc marek za pavilon a 2,5 milionu marek za pozemek a český rozpočet tak byl ušetřen nákladů za likvidaci stavby.
Část knižní expozice se po skončení veletrhu přesunula do saské Pirny. Kopie gotických památek se vrátily do Česka k majitelům originálních děl.